# The Steepwater Band
The Steepwater Band es un grupo estadounidense de blues rock formado en Chicago en 1998 por Jeff Massey (cantante y guitarrista), Joe Winters (batería) y Tod Bowers (bajista). Michael Connelly fue miembro de la banda entre 2000 y 2004. Eric Saylors se unió en 2012 como segundo guitarrista. Sus influencias incluyen a artistas como The Allman Brothers Band, Free, Cream, Muddy Waters o Robert Johnson.

## Historia
En sus inicios, la banda se inclinó por crear sus propias versiones de temas clásicos de blues, especialmente del blues eléctrico característico de Chicago. Su primer concierto tuvo lugar el 29 de octubre de 1998 en el Phyllis' Musical Inn de Chicago. El grupo fue evolucionando y pronto comenzaron a escribir temas propios. En 1999 conocieron al cantante y compositor Michael Connelly, quien colaboró con la banda en su álbum debut, el EP de cinco temas Goin' Back Home. Por su parte The Steepwater Band acompañaron a Connelly en su proyecto Bottles of Wine. En 2000 se unió oficialmente a la banda. El 8 de junio de ese mismo año fueron los encargados de abrir el Chicago Blues Festival.
En 2001 publicaron su primer álbum de larga duración, Brother to the Snake, con el apoyo de la emisora de radio WXRT y Jim Beam y presentado ante una concurrida audiencia en la sala Double Door de Chicago. Durante ese año la banda publicó también el álbum Live...Half in the Bag. Fruto del contrato discográfico con Funzalo Records/Mike’s Artist Management, el 18 de mayo de 2004 publicaron Dharmakaya, producido por Sean Slade y Paul Kolderie. Tras la salida de Michael Connelly en octubre de 2004, la banda abandonó su relación con Funzano/MAM.
En abril de 2005, al banda actuó en un espectáculo televisivo en Nashville junto Little Milton, en la que sería una de las últimas apariciones del veterano guitarrista, que falleció poco después. En junio, actuaron por quita vez en el Chicago Blues Festival y en septiembre de este mismo año realizaron su primer concierto en Europa, actuando en el Azkena Rock Festival de Vitoria (España), donde tras el concierto, improvisaron una jam session junto a miembros de Drive-By Truckers y de la banda vasca The Soulbreaker Company.
En 2006 actuaron en varios festivales junto a Umphrey's McGee, Yonder Mountain String Band, Keller Williams, the Doobie Brothers, Ian Gillan y Cheap Trick. El tercer álbum de larga duración de la banda, Revelation Sunday salió a la venta el 15 de agosto y en septiembre regresaron a España donde ofrecieron tres conciertos en Madrid, Barcelona y Bilbao con The Soulbreaker Company como teloneros. Rick Richards, guitarrista de The Georgia Satellites, se unió a la banda para tocar en tres temas durante el concierto de Barcelona. 
En enero de 2007 actuaron en el Gimme Three Days cruise junto a  Lynyrd Skynyrd, .38 Special, American Minor, Tishamingo y Blackberry Smoke. En julio iniciaron una nueva gira por España que dio comienzo en Barcelona junto a Gov't Mule y John Mayall & the Bluesbreakers. Coincidiendo con la gira lanzaron el álbum Songs From the Eighth Day, que incluye versiones de temas de Neil Young, Bob Dylan, Big Bill Broonzy, Robert Johnson y dos nuevas canciones de la banda. En mayo de 2008 grabaron Grace and Melody en los estudios Compound de Long Beach, con Marc Ford, exguitarrista de The Black Crowes, como productor. 
En diciembre de 2009, la banda anunció una gira de cinco semanas por Europa que comenzó en Alicante (España). Incluyendo diez conciertos en España junto a Marc Ford. En octubre de 2010 lanzaron Live at the Double Door, grabado en el mes de mayo en la mítica sala de conciertos de Chicago. 
En diciembre de 2013 publicaron Live & Humble y comenzaron una extensa gira de conciertos por España bajo el título de “Live & Humble 2014 Tour”. En 2020 publicaron el álbum Turn of the Wheel, coincidiendo con el inicio de la Pandemia de COVID-19, motivo por el cual no pudieron realizar giras promocionales. Durante el confinamiento, la banda grabó nuevos temas que finalmente vieron la luz con la publicación en 2022 del álbum Return of the Wheel, concebido como una pieza complementaria al anterior álbum.

## Discografía
- 2000 - Goin' Back Home EP
- 2001 - Brother to the Snake
- 2001 - Live....Half in the Bag
- 2004 - Dharmakaya
- 2006 - Revelation Sunday
- 2007 - Songs From the Eighth Day
- 2008 - Grace and Melody
- 2008 - The Steepwater Band DVD en directo
- 2010 - Live at the Double Door
- 2010 - The Stars Look Good Tonight - Single
- 2011 - Clava
- 2013 - Live & Humble
- 2014 - Diamond Days
- 2016 - Shake Your Faith
- 2020 - Turn of the Wheel
- 2022 - Return of the Wheel